# فرانکلین (کنتاکی)
فرانکلین (به انگلیسی: Franklin) شهری در ایالت کنتاکی کشور ایالات متحده آمریکا است که جمعیت آن در سرشماری سال ۲۰۱۰ میلادی، ۸٬۴۰۸ نفر بوده‌است.